# Donovan in Concert
Albums de Donovan
A Gift from a Flower to a Garden
(1967) The Hurdy Gurdy Man
(1968)
Donovan in Concert est un album live de Donovan enregistré le 17 novembre 1967 à l'Anaheim Convention Center (Anaheim). Il est sorti en août 1968 aux États-Unis chez Epic Records et en septembre de la même année au Royaume-Uni chez Pye Records.

## Titres
Toutes les chansons sont de Donovan Leitch.

### Face 1
1. Isle of Islay – 4:21
2. Young Girl Blues – 6:09
3. There Is a Mountain – 3:04
4. Poor Cow – 3:28
5. Celeste – 5:15
6. The Fat Angel – 3:24
7. Guinevere – 2:42

### Face 2
1. Widow with Shawl (A Portrait) – 3:34
2. Preachin' Love – 5:03
3. The Lullaby of Spring – 3:08
4. Writer in the Sun – 4:30
5. Pebble and the Man – 3:10
6. Rules and Regulations – 2:54
7. Mellow Yellow – 4:18

## Réédition
Donovan in Concert a été réédité chez EMI en 2006 sous le titre Donovan in Concert (The Complete 1967 Anaheim Show). Il s'agit d'un double album, avec plusieurs titres supplémentaires issus du même concert.

### Disque 1
1. Intro – 3:25
2. Isle of Islay – 2:59
3. Young Girl Blues – 6:21
4. There Is a Mountain – 3:16
5. Poor Cow – 3:36
6. Sunny Goodge Street – 3:13
7. Celeste – 5:23
8. The Fat Angel – 3:28
9. Guinevere – 3:38
10. Widow With Shawl (A Portrait) – 3:00
11. Epistle to Derroll – 5:52
12. Preachin' Love – 9:36

### Disque 2
1. The Lullaby of Spring – 4:11
2. Sand and Foam – 3:20
3. Hampstead Incident – 5:10
4. Writer in the Sun – 4:27
5. To Try for the Sun – 3:27
6. Someone Singing – 2:54
7. Pebble and the Man – 4:02
8. The Tinker and the Crab – 3:37
9. Rules and Regulations – 2:33
10. Mellow Yellow – 4:58
11. Catch the Wind (Part) – 1:14